# Hữu Nhược
Hữu Nhược (tiếng Trung: 有若; bính âm: You Ruo; 518 TCN - 458 TCN), họ Hữu, tên Nhược, tự Tử Hữu (子有), tôn xưng Hữu Tử (有子) người nước Lỗ thời Xuân thu, là một trong thất thập nhị hiền của Nho giáo.

## Cuộc đời
Theo sách Mạnh Tử, khi Khổng Tử qua đời, Tử Hạ, Tử Trương, Tử Du cho rằng Hữu Nhược giống như thánh nhân, muốn thờ Hữu Nhược như thờ Khổng Tử, nhưng Tăng Tử phản đối. Khi Hữu Nhược qua đời, Lỗ Điệu công từng đến tận nơi viếng, cho thấy danh vọng vô cùng cao của Hữu Nhược ở nước Lỗ.

## Trích dẫn
Thiên Học nhi của sách Luận ngữ còn ghi lại ba câu nói của Hữu Nhược.
Thiên Nhan Uyên của Luận ngữ còn ghi lại một đoạn đối đáp giữa Hữu Nhược và Lỗ Ai công.

## Thành ngữ
- Hạp triệt (盍彻), trích dẫn từ sách Luận ngữ, về sau chỉ lối cai trị nhân từ.

## Hậu duệ
Năm 1788, thời Càn Long (năm Càn Long thứ 53), cháu đời thứ 72 của Hữu Nhược là Hữu Thủ Nghiệp (有守業) được tặng chức Ngũ kinh bác sĩ Hàn Lâm viện, được đời đời thế tập.